# Abolition des coutumes et des fors au Pays basque français

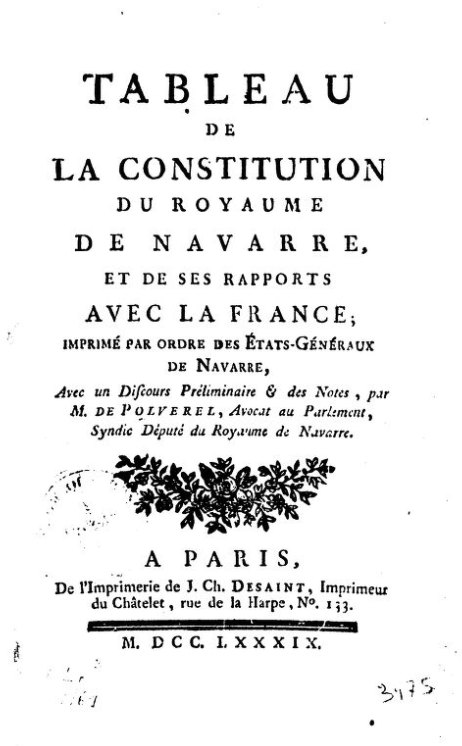
Tableau de la Constitution du Royaume de Navarre et de ses rapports avec la France, Étienne Polverel, chargé par les États de Navarre, avec le titre de syndic, de défendre l'indépendance du royaume de Navarre face aux atermoiements de Louis XVI.

L'abolition des coutumes et des fors au Pays basque français marque la fin des institutions publiques locales et des fors ou système juridique basque pendant la Révolution française (1789-1795).
L'autonomie basque qui perdure depuis presque deux siècles côté français, est définitivement abolie avec l'arrivée des troupes françaises dans la région, principalement pendant la guerre de la Convention, qui propagent la terreur contre les citoyens basques du Labourd. Dans les années 1780, l'augmentation des impôts fiscaux du royaume de France provoque des insurrections dans les zones de montagne, ainsi que des conflits entre les différentes classes sociales. Au Pays basque français ou Pays basque nord, il y a aussi des conflits près de la frontière espagnole entre les terres communales qui sont utilisées et gérées collectivement et l'État, en particulier dans la vallée de Baïgorry, dont les idées révolutionnaires de liberté et d'égalité remettent en question les anciens droits. Par ailleurs, il est à noter que la Basse-Navarre n'est toujours pas formellement une partie du royaume de France.
En raison de la nouvelle administration et politique, le 4 août 1789, à Paris, les gouvernements et organes juridictionnels temporaires de la Soule, de Basse-Navarre et du Labourd sont abolis. Malgré les efforts des représentants basques pour créer un département leur appartenant, le département des Basse-Pyrénées est créé légalement en février 1790, mais les Basques et les Béarnais s'opposent vivement à une administration territoriale commune, intégrée dans le nouveau système départemental français, système qui persiste jusqu'à nos jours.
Lorsque est établie la constitution civile du clergé, rejetée dans le Pays basque nord, de nombreux citoyens basques s'enfuient, et traversent les Pyrénées vers le Guipuscoa et la Haute-Navarre et certains y rejoignent la résistance. Le début de la guerre de la Convention (mars 1793) amène dans cette région un changement radical et irréversible. L'Armée des Pyrénées occidentales prend le pouvoir sous l'autorité des mandataires de la Convention nationale que sont Jacques Pinet et Jean-Baptiste Cavaignac. Ces derniers ordonnent la déportation de milliers de Basques de certaines villes du Labourd, dont des centaines mourront dans des conditions atroces.
Bien que la période la plus sévère de répression coercitive ait pris fin en juillet 1795, l'État-nation français persiste, et il s'inscrit dans un modèle de "renationalisation" des Basques, axé sur l'éducation et le service militaire. Ce modèle est abandonné après la défaite de Napoléon en 1815. Le Pays basque nord adhère cependant à une tendance politique ecclésiastique et conservatrice. Dans le Pays basque sud ou espagnol, l'abolition des fors sera réalisée plus tard, entre la première guerre carliste (1833-1840) et la troisième guerre carliste (1876-1878).

## Arrière-plan

### Évolution historique de l'autogouvernance

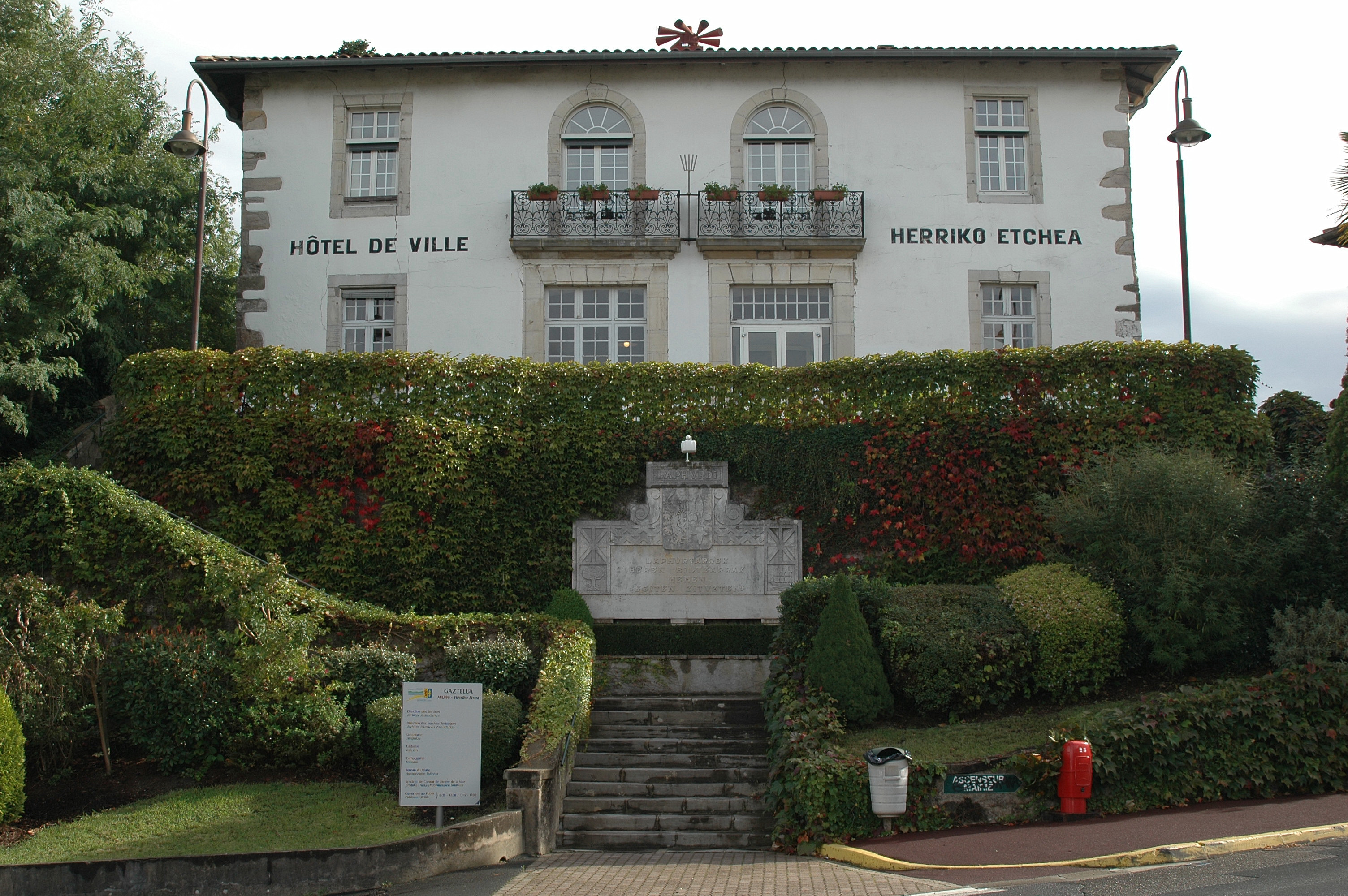
Le château de la Motte, actuelle mairie et ancienne demeure des vicomtes du Labourd et des ducs d'Aquitaine, siège du Biltzar.

À partir des années 1620, malgré une certaine restriction progressive, les Basques soumis au roi de France maintiennent un statut semi-autonome en raison de leur éloignement du royaume et de leurs liens et relations avec le Pays Basque sud, formant ainsi un système d'autogouvernance similaire. Cependant, ils sont soumis à trois gouvernements et juridictions légales, représentés notamment par des membres du Parlement de Bordeaux en Gascogne (Labourd) et du Parlement de Navarre à Pau (la Basse-Navarre et la Soule).
Labourd est la province la plus dynamique du Pays Basque nord, bénéficiant d'une autonomie fiscale importante jusqu'au milieu du XVIIIe siècle. Cependant, son industrie de la pêche décline pendant la même période, tandis que les tentatives de commerce vers l'Amérique échouent, faute de produits de valeur à échanger. L'organe législatif du Labourd est le Biltzar, une institution démocratique et très participative pour les normes de l'époque, avec une faible influence de la noblesse.
La Basse-Navarre maintient une distance distincte vis-à-vis du royaume de France, en profitant économiquement des routes commerciales stratégiques à travers les Pyrénées, comme le chemin de Saint-Jacques-de-Compostelle reliant Pampelune à Bayonne. Le document législatif fondamental de la Soule est la Coustume, mais ses prérogatives parlementaires (statut ou décision) les plus importantes sont supprimées en 1733. Les États de Navarre subissent un sort similaire lorsque les autorités de Pau, après des litiges avec les autorités royales, voient leurs pouvoirs législatifs sévèrement restreints par un décret royal de 1748.

### La question des frontières, du domaine public et des impôts
Les relations entre la couronne française et les Basques deviennent de plus en plus difficiles : la couronne rassemble de plus en plus de pouvoirs et exige une contribution fiscale croissante. Depuis 1768, les habitants de la vallée de Baïgorry et la maison du vicomte d'Etxauz sont en conflit pour les droits sur les terres sous juridiction royale. Les droits furent acquis par M. Etxautz, mais en 1775 la commune réussit à les récupérer grâce à des protestations.
En 1784, un conflit violent renaît avec la maison d'Etxautz, sur le droit de porter les armes et de chasser. Le traité Elizondo de 1785 sur les frontières ravive la colère des Basques, lorsque les États imposent leur logique avant les intérêts du peuple.
Au Labourd, la couronne impose un nouvel impôt, et des troubles éclatent parmi les citoyens en 1784. Plus de 2 000 femmes descendent dans la rue, certaines avec des armes à la main. Le seigneur de Neville convoque des armées de différentes parties de la monarchie et prépare une intervention militaire à grande échelle. Mais la médiation du prêtre Haranburu calme les esprits.

## Abolir les coutumes et les fors pendant la Révolution française

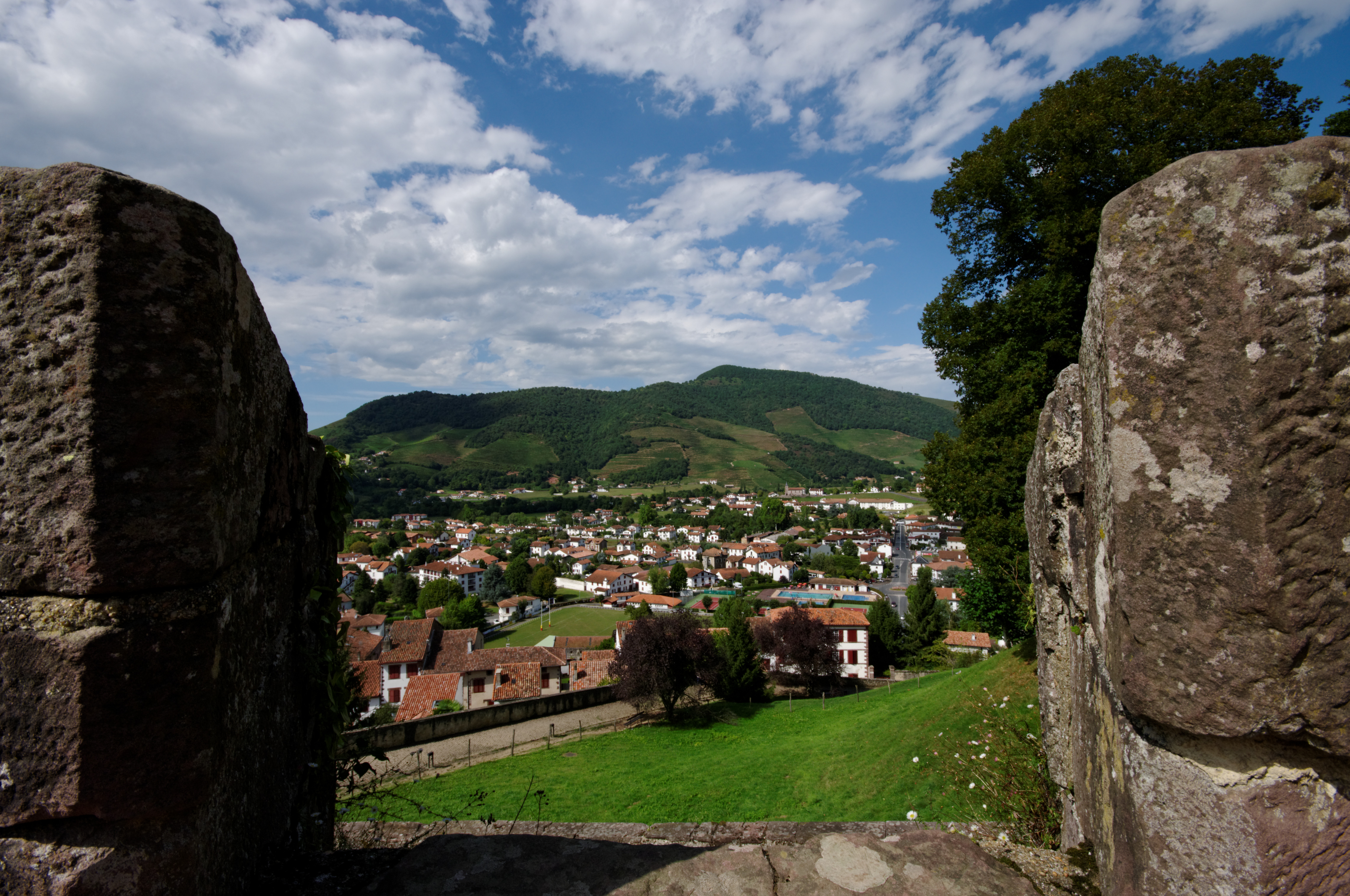
La vue depuis Saint-Jean-Pied-de-Port.

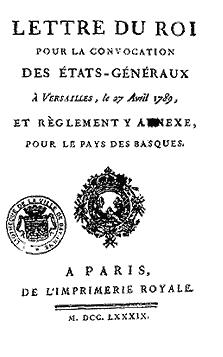
L'appel du roi pour que les Labourdins se rendent aux États généraux à Paris, après l'intervention des frères Garat

### Agitation en Navarre et dans le royaume de France
En Navarre, des tensions sont exacerbées par la pression fiscale exercée par Louis XVI pour centraliser le pouvoir et augmenter les impôts. Cette politique provoque une opposition locale croissante, symbolisée par le parlement de Navarre. Le roi est de plus en plus perçu comme oppressif, et ses tentatives pour supprimer le Parlement renforce l'opposition.
Le 1er mai 1788, Louis XVI émet un édit, abolissant les cours parlementaires locales. Cette décision déclenche une réaction vigoureuse du Parlement de Navarre à Pau, conduisant à une révolte généralisée dans tout le royaume de France. Malgré l'abolition des cours, de nouvelles taxes imposées par le roi finalement pousse le parlement de Navarre à une résistance finale, déclarant que « c'est la dernière fois ». En 1789, le Parlement de Navarre et d'autres entités politiques locales refusent d'obéir aux ordres du roi, affirmant leur autonomie et réaffirmant leur souveraineté.
Cela entraîne une opposition généralisée au roi, avec des membres de la noblesse et du clergé cherchant à restaurer leur pouvoir et leur influence traditionnels. Les dirigeants de tiers états, cependant, soutenus par la noblesse et le clergé, cherchent à élire des représentants du peuple, à mettre en place un syndicat spécial pour les tiers états et à revendiquer une plus grande autonomie pour les villes et provinces sous la domination française.
Dans cette agitation, des mouvements commencent à se former pour restaurer le parlement de Navarre. Face à une opposition croissante et des appels à la restauration du parlement, l'intendant du royaume de Navarre a convoqué une réunion à Pau, mais en raison de pressions exercées par les manifestations dans les rues, la réunion est transférée à Saint-Jean-de-Luz. De plus, une compagnie de chasseurs cantabriques est envoyée pour assurer le calme lors de la réunion. Pendant la réunion, le nouveau parti patriotique, "Alderdi Abertzale", appelle non seulement à renforcer les cours locales, mais aussi réclame la représentation de la noblesse et du clergé, le suffrage universel pour chaque individu, la formation d'un syndicat spécial pour le tiers état, et un engagement envers les libertés prises dans les villes et provinces du royaume de France.

### Un appel aux États généraux de Versailles
Le 8 août 1788, les représentants des états pondérés du royaume de France (Louis V de Navarre) lancent un appel à Versailles pour des États généraux, une tradition qui n'avait pas été pratiquée en France depuis 175 ans. Le tiers état de Navarre, représenté par le parti Alderdi Abertzale, prend part à l'appel à Versailles, mais sans la participation du clergé et de la noblesse. Les Labourdins, quant à eux, préparent un cahier de doléances et organisent une manifestation en décembre 1788 : lors de l'appel royal, Bayonne, Dax et Saint-Sever sont inclus dans le Labourd. Les frères Garat prennent l'initiative et résolvent ce point.
Le 19 avril 1789, samedi, les 35 paroisses du Labourd se réunissent à Ustaritz pour élire des représentants à envoyer à Versailles. Les délégués des trois ordres, chose totalement inhabituelle, se réunissent pour prendre des décisions car c'est le tiers état a le pouvoir de décision. La réunion commence à dix heures du matin à l'église de Saint-Vincent, avec à sa tête Dominique Joachim Urtubiaco, âgé de 16 ans et bailli. Pendant ce temps, des accusations d'achat de voix sont entendues ; en effet, Ithurbide est l'un des candidats, en concurrence avec les jeunes frères Garat, et le second était considéré comme un candidat de basse niveau au Labourd. Les Labourdins, comme en décembre 1788, se sont réunis à Saint-Jean-de-Luz au début d'avril 1789 et on y écrit une déclaration au roi, le 4 avril 1789.

« Les lettres de convocation adressées à la Navarre violent la constitution du Royaume.
1. Elles sont adressées au sénéchal ou au représentant, et non aux États [de Navarre] ;
2. Elles violent le droit de délibération sur les questions du Royaume en accordant à la Constitution le droit de délibération sur les États généraux de Navarre, car ils sont légitimement les représentants de la nation ;
3. Elles prétendent que la nation navarraise doit obligatoirement envoyer des députés, bien que Louis XIV ait reconnu le droit de le faire ou non ;
4. Elles appellent la Navarre une province du Royaume de France, alors que la Navarre n'a jamais cessé d'être un royaume distinct et unique »

Le 17 juin 1789, les États généraux s'ouvrent à Versailles ; pendant ce temps, dans le Pays basque, les cahiers de doléances sont préparées, pour les derniers États généraux de Navarre, avec un ton différent de celui du Béarn et du Labourd, qui essayent de protéger leur propre "constitution" (c'est-à-dire, leur structure institutionnelle et leurs lois). Dans ces cahiers, il est affirmé que la Navarre existe séparément de la France, et que le roi est invité à "visiter" la Navarre, comme c'était la coutume dans cette région, car il devait y rendre justice. Les Navarrais parlaient de former une confédération avec le Royaume de France. Finalement, ses délégués décident d'envoyer des mandataires (une députation) à Paris, contre l'avis du roi.
Dans cette députation, Logras, le Marquis d'Olhonce, et Étienne Polverel arrivent à Paris fin juillet, "comme des ambassadeurs d'un autre monde", selon Destre. Cependant, à ce moment-là, le roi ordonne le retrait des États généraux, et la prise de la Bastille a lieu le 14 juillet. Les délégués sont présents à l'Assemblée nationale française, avec des pouvoirs limités, mais on leurs signifie que leurs ordres et pouvoirs sont inutiles. Les délégués de la Soule, comme ceux de la Navarre, n'ont pas participé aux réunions de juin et juillet car ils n'étaient pas présents à Paris. Ils sont arrivés seulement le 4 août.
|              | LAPURDI (Pays des Basques)                      | NAFARROA (Royaume de Navarre)[oh 2]         | ZUBEROA (Pays de Soule)                             |
| Premier état | Jean-Louis-Xavier de Saint-Esteven              | Étienne-Joseph de Pavée de Villevieille     | Jean-Baptiste-Auguste de Villoutreix de Faye        |
| Second état  | Anne-Henri-Louis de Caupenne                    | Bertrand-Dominique-Joachim de Logras        | Jean-Bernard d'Uhart                                |
| Tiers état   | Dominique Garat Hiriarte Dominique Joseph Garat | Arnaud de Vivié Jean-Baptiste Franchisteguy | Jean-Pierre d’Arraing Jean-Pierre d'Escuret-Laborde |

### Dernière session de l'administration régionale du Pays basque nord

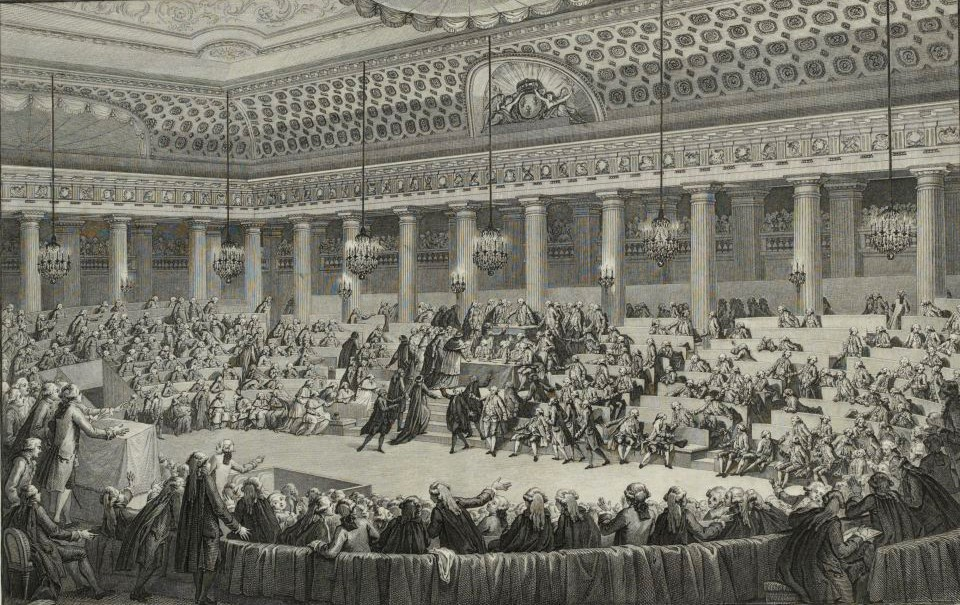
Un soulagement du Congrès national dans la nuit du 4 août

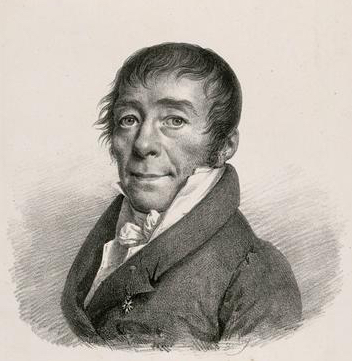
Dominique J. Garat, dernier représentant et haut fonctionnaire de Lapurdi à Paris

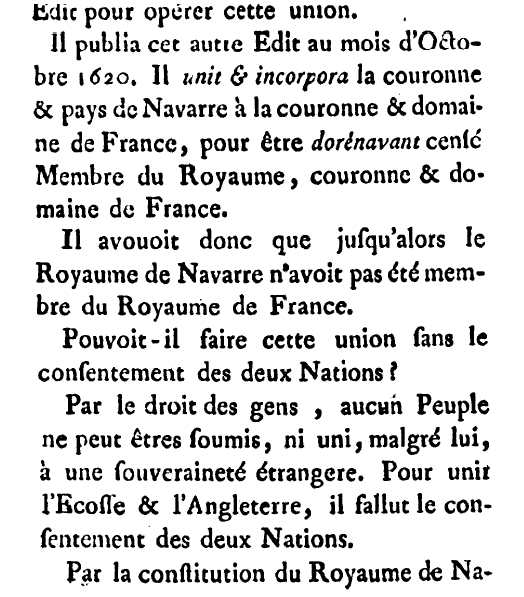
Tableau de la constitution du royaume de Navarre d'Étienne Polverel... XI de l'essai p. (octobre 1789)

Le 4 août 1789, lors de la session nationale, une agitation importante a lieu. Des cris sont entendus : "Liberté, fraternité, égalité, ou la mort !" La fin des privilèges des États est prononcée, mais lorsque l'atmosphère semble s'apaiser avec un accord à ce sujet, le représentant breton Le Guen de Kergal également réclame la fin des "privilèges collectifs". Les Basques, sous la direction des frères Garat (Dominique Joseph et Dominique Zaharra), ne peuvent pas rester silencieux devant la proposition d'un département commun, et protestent contre les discours violents tenus par les députés français à l'assemblée.
Les délégués d'Uhart et Escuret-Laborde prennent également la parole contre cela, défendant les privilèges régionaux. Les frères Garat, voient leur propre rôle compromis dans cette agitation révolutionnaire et votent en faveur de l'abandon de leurs privilèges et pouvoirs spéciaux dans le domaine juridique et fiscal. De cette manière, non seulement les privilèges et les pouvoirs des deux états sont abolis (et sur ce point, les délégués navarrais sont d'accord), mais également ceux des "provinces, principautés, territoires, cantons, villes et communautés de citoyens" pour l'ensemble du royaume de France. Cette déclaration est ajoutée à la Constitution française de 1791.
Les frères Garat sont les seuls mandataires du Biltzar pour représenter les Labourdins selon la volonté du roi, et ils ont entendu ce qui s'était passé lors de l'attaque, lors de l'assemblée tenue le 1er septembre, quand Piarres Ithurbide a adressé un discours accusateur contre les frères Garat, et certains membres ont exprimé leur indignation de façon unanime. Les Navarrais maintiennent leur statut et expriment au roi que les fors de Navarre se prononceront sur le décret de l'Assemblée nationale française. Le roi accepte cela, ordonne également au marquis de Lon de convoquer une session, prévue pour le 19 septembre. À ce moment-là, la liberté des fors de Navarre est plus fictionnelle que réelle. Le marquis de Lon reçoit une lettre du secrétaire d'État du roi, l'informant que la convocation serait annulée si elle ne soutenait que partiellement le décret de l'Assemblée nationale par son intermédiaire. Cependant, avant que cette lettre ne lui parvienne, le marquis de Lon avait déjà annulé la convocation.
Le premier et le deuxième état de la Navarre sont totalement opposés à ce décret ; quant au tiers état, il était partagé. Comme il n'y a pas d'accord unanime, le marquis de Lon abandonne les délibérations le 22 septembre. Il est dit aux représentants navarrais lors de leur réunion après celle de l'État de Béarn qu'il sera suivi par une clause ; Les délégués navarrais protestent. Cependant, le parlement de Navarre à nouveau se réunit du 17 au 22 octobre, pour la dernière fois. Pendant ce temps, le 8 octobre, l'Assemblée nationale française débat de la question de désigner le roi "roi des Français" plutôt que "roi de France et de Navarre". Les Labourdins (Dominique Joseph et Dominique Zaharra), cependant, répondent à cette attaque et arguent que cela jouerait en faveur de l'Espagne et constituerait un déni des droits du roi sur la Haute et Basse-Navarre.
Le 12 octobre, l'Assemblée nationale française tient sa prochaine réunion. Là-bas, elle reçoit une lettre de Polverel et, en suivant l'explication donnée par Garat, elle soutient que la Navarre n'est pas une province française mais un royaume, et que le titre de "roi des Français" empiéterait sur les droits du roi sur la Haute et Basse Navarre. Au nom de la liberté, Garat demande d'abord l'approbation de l'État de Navarre. Bien que dans un premier temps l'Assemblée nationale française semble prête à approuver, immédiatement les autres territoires dotés d'États commencent aussi à exiger la même chose, même s'ils n'étaient pas des royaumes. L'Assemblée décide donc que "rien ne sera ajouté à l'expression Roi des Français". Entre-temps, les tribunaux de Navarre font un autre effort, en imprimant et en présentant la Table de la Constitution du Royaume de Navarre et de ses relations avec la France, un document historique très influent. Cependant, cela échoue et peu à peu, se voyant impuissants, plusieurs municipalités navarraises commencent à accepter le nouveau régime : La Bastide-Clairence le 8 décembre, Saint-Jean-Pied-de-Port le 13 de ce mois.
« les privilèges particuliers dont les Navarrais jouissaient à la patrie leur constitution antique que leur était précieuse et qui, malgré les atteintes du gouvernement, rendait dans sa pauvreté le peuple navarrais moins malheureux que celui de beaucoup d'autres provinces... »

### Nouvelle organisation politique française
| Changements dans les noms des villes basques (octobre 1793 - avril 1795) | Changements dans les noms des villes basques (octobre 1793 - avril 1795) | Changements dans les noms des villes basques (octobre 1793 - avril 1795) |
| ------------------------------------------------------------------------ | ------------------------------------------------------------------------ | ------------------------------------------------------------------------ |
| où                                                                       | ville                                                                    | nouveau nom                                                              |
| LABOURD                                                                  | Ahurti                                                                   | Liberté                                                                  |
| LABOURD                                                                  | Ainhoa                                                                   | Mendiarte                                                                |
| LABOURD                                                                  | Arbonne                                                                  | Constante                                                                |
| LABOURD                                                                  | Bayonne                                                                  | Port-de-la-Montagne                                                      |
| LABOURD                                                                  | Beskoitze                                                                | Hiriberry                                                                |
| LABOURD                                                                  | Saint-Jean-de-Luz                                                        | Chauvin-Dragon                                                           |
| LABOURD                                                                  | Hiriburu                                                                 | Tricolore                                                                |
| LABOURD                                                                  | Itsasu                                                                   | Union                                                                    |
| LABOURD                                                                  | Kanbo                                                                    | La Montagne                                                              |
| LABOURD                                                                  | Luhuso                                                                   | Montagne-sur-Mer                                                         |
| LABOURD                                                                  | Sara                                                                     | La Palombière                                                            |
| LABOURD                                                                  | Senpere                                                                  | Beaugard                                                                 |
| LABOURD                                                                  | Urketa                                                                   | Laurier                                                                  |
| LABOURD                                                                  | Uztaritze                                                                | Marat-sur-Nive                                                           |
| LABOURD                                                                  | Zuraide                                                                  | Mendialde                                                                |
| BASSE-NAVARRE                                                            | Arrosa                                                                   | Grand-Pont                                                               |
| BASSE-NAVARRE                                                            | Baigorri                                                                 | Thermopyles                                                              |
| BASSE-NAVARRE                                                            | Donamartiri                                                              | Nive-Montaigne                                                           |
| BASSE-NAVARRE                                                            | Donapaleu                                                                | Mont Bidouze                                                             |
| BASSE-NAVARRE                                                            | Donazaharre                                                              | Franche                                                                  |
| BASSE-NAVARRE                                                            | Donibane Garazi                                                          | Nive-Franche                                                             |

Rapport sur la nécessité et les moyens d’anéantir les patois et d’universaliser l’usage de la langue française (Wikisource)
Il est donc proposé de créer un département regroupant Bayonne, les territoires basques et Biarritz. Les représentants basques, faisant référence aux différences linguistiques et culturelles avec le Béarn, proposent de créer une conception administrative alternative qui unirait les trois territoires basques en un seul département. À cette période, le basque est la langue maternelle et quotidienne dans les trois territoires, composés d'une majorité monolingue et d'une petite partie de basco-gascons bilingues, et les représentants basques soulignent la réalité linguistique différente du peuple basque à l'Assemblée nationale française.
En janvier 1790, la nouvelle Assemblée nationale de France, entame un autre débat. Au nom de l'égalité des droits, ils souhaitent abolir les identités provinciales et régionales pour éliminer les divisions. À Paris, l'Assemblée nationale délibère et décide d'adopter un nouveau plan administratif, mettant fin à toutes les relations traditionnelles entre les communautés dans l'administration.
Au début de février, les paroisses et les vallées du Pays basque nord sont réunies à Saint-Palais, désireuses de soutenir la création d'un département basque. Le 26 février, un nouveau département des Basse-Pyrénées est créé, regroupant le Béarn et les provinces basques en une seule unité administrative, selon le plan de Jacques Guillaume Thouret. Cependant, les Basques deviennent minoritaires dans cette unité territoriale. La répression et l'intimidation se répandent, semant le désespoir et la tristesse parmi le peuple basque, et, selon Manex Goyhenetche, cela pose un jalon important dans l'ère de la Révolution au Pays Basque Nord,.
En février 1790, le décret pour créer le système départemental français a été suivi par la création du département des Basses-Atlantiques. Le Biltzar du Labourd accueille défavorablement cette décision française et même, destitue les frères Garat qui finalement soutiennent le nouveau système départemental français. En même temps, des institutions locales réformées, regroupant par exemple celles d'Ustaritz et de Bayonne, sont de nouveau séparées dans les années 1780, comme demandé par le Biltzar. Cependant, les décisions françaises rapidement posent des problèmes. Selon le récit historique du livre Garat pastorala Pagolan, à ce moment-là, de nouveaux citoyens actifs s'inscrivent en politique : il n'y a pas de suffrage universel ; en effet, désormais, moins de 15% des Basques ont le droit de vote, et moins de 1% sont candidats, contrairement au principe d'une voix par foyer qui était jusqu'alors utilisé dans les congrès locaux.
En 1791, la constitution est approuvée en France, réaffirmant l'organisation administrative votée en 1790. Dominique Garat refuse de distribuer des exemplaires de cette constitution, affirmant qu'il n'existe pas de version basque. Les délégués de Navarre (Franchisteguy et Polverel) décident de ne pas participer aux élections, car le roi Louis XVI s'est lui-même nommé "Roi des Français" le 4 septembre 1791, au lieu de "Roi de France et de Navarre", arguant qu'ils ne font pas partie de la France et proposent de créer une entité territoriale séparée. La France est alors un royaume et, par conséquent, le régime politique précédent est maintenu. Cependant, les affaires politiques bascule lentement vers une révolution imminente. En septembre 1792, la Première République française est proclamée, et les jacobins ainsi que la Convention nationale prennent le contrôle. Peu de temps après, en janvier 1793, Louis XVI, roi de France, est arrêté et exécuté, et une alliance internationale est formée contre la France révolutionnaire.

## Guerre de la Convention

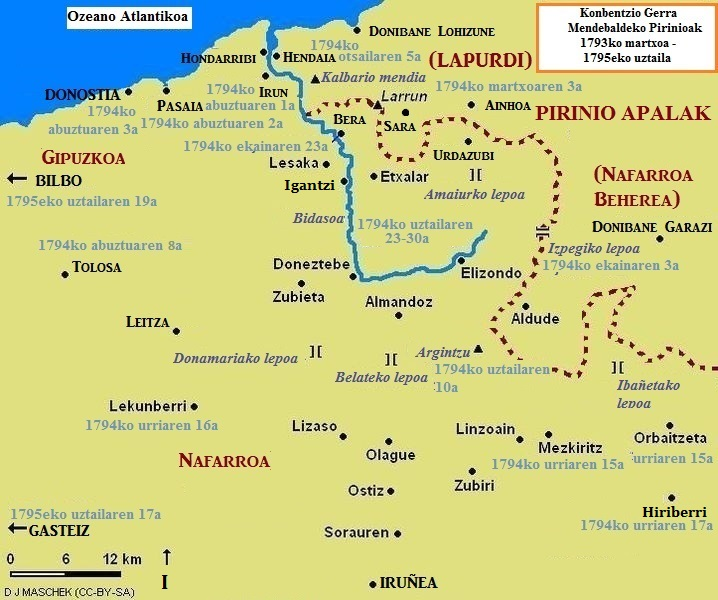
Batailles et événements de la Guerre de la Convention dans les Pyrénées au Pays basque

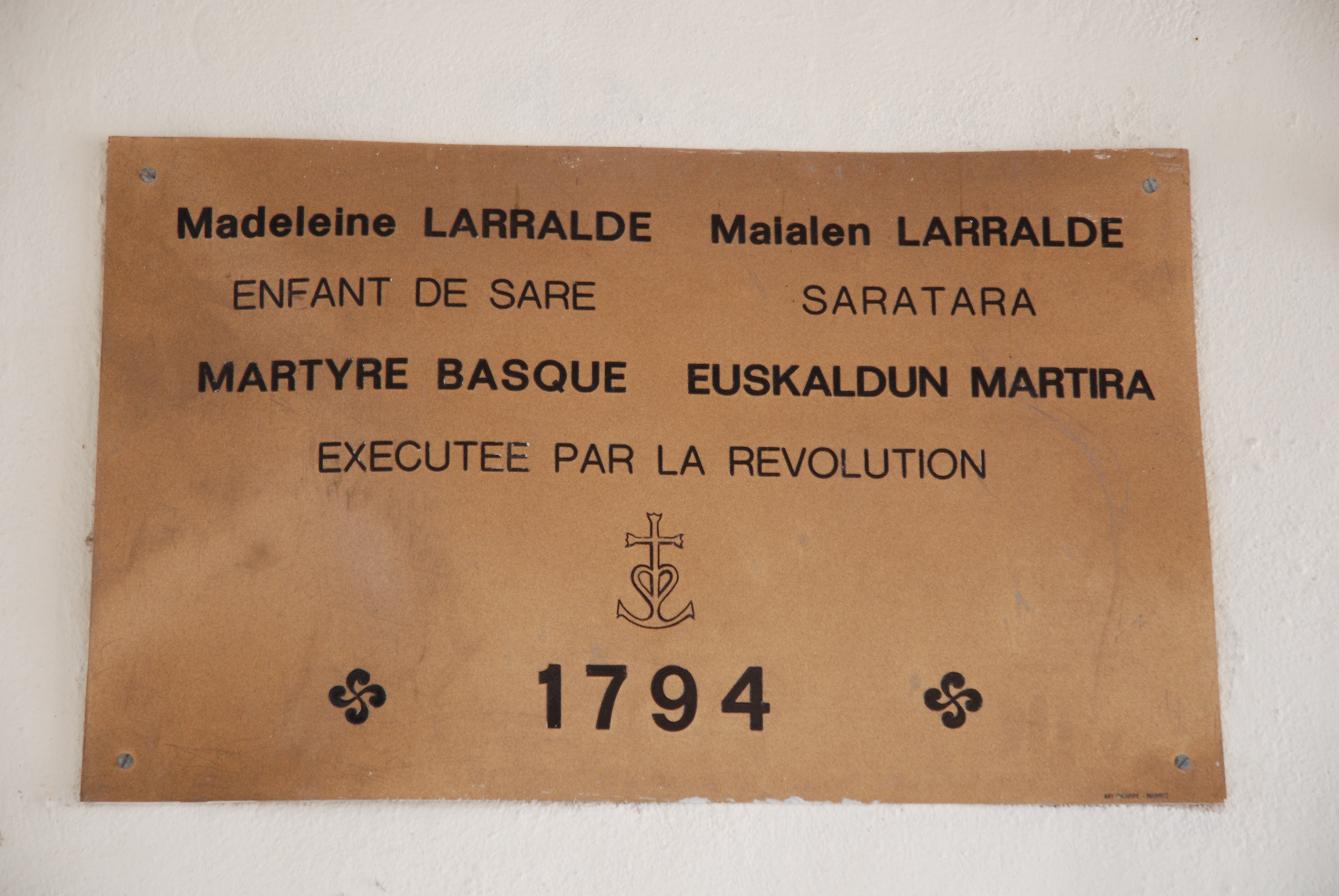
Plaque d'entrée de l'église Jondoni Martine en l'honneur de Maialen Larralde, à Sare.

### L'armée française au Pays basque nord
En 1793, la Révolution française impose un nouveau régime dans les territoires du Pays basque nord, qui restent sous contrôle militaire depuis l'arrivée de l'Armée des Pyrénées occidentales. Les tensions continuent à monter jusqu'à l'exécution de Louis XVI en janvier 1793, lorsque le clergé doit impérativement prêter serment à la Constitution civile de l'Église française. La plupart des prêtres basques refusent et, en contre-partie, on donne l'ordre d'installer des prêtres « constitutionnels ». Dans certains endroits, les églises sont transformées en temples de la raison. Cela suscite des tensions entre les autorités révolutionnaires françaises et les citoyens basques.
Au début de l'année 1793, lorsque la guerre de la Convention s'intensifie, un appel est lancé aux Basques pour rejoindre l'armée française. Cependant, peu répondent, et les Basques se tournèrent contre la République française. Pour intimider les Basques, les autorités républicaines locales envisagent de répandre la terreur, ce qui provoque le départ de dizaines de jeunes de Sare et d'Ainhoa, abandonnant leurs postes et fuyant vers Bera.
Au début de la révolution du Ventôse (fin février 1794), quelques jeunes chantent des vers contre les prêtres constitutionnels à Espelette. Cela irrite profondément les autorités révolutionnaires ; le maire Duhalde et le juge Gorostarzu sont arrêtés, jugés et exécutés à Bayonne le 24 du Ventôse (11 mars).

### La panique
Les autorités de la République, dirigées par Jean-Baptiste Cavaignac et Jacques Pinet, décident de mettre en œuvre une vaste répression dans le sud du Labourd. Le basque est interdit dans la vie publique, affirmant que « le fanatisme parle basque ». Trois mois plus tard encore, à Paris, le « Rapport sur la nécessité et les moyens d'anéantir les patois et d'universaliser l'usage de la langue française, ou Rapport Grégoire » est adopté le 16 mai (4 juin), déclarant explicitement le français « langue de la liberté ».
Au printemps 1794, des milliers de citoyens sont expulsés de chez eux, regroupés selon leur âge et leur sexe, puis envoyés dans une longue colonne à une distance d'au moins 80 kilomètres de leur domicile, passant par Saint-Jean-de-Luz et la plupart atteignant difficilement les environs de Capbreton, Des centaines de personnes sont mortes, et leurs biens sont incendiés ou confisqués.
Quelques mois plus tard, après la chute de la Convention nationale jacobine, un grand nombre de déportés sont autorisés à revenir, mais à ce moment-là, leurs propriétés qui étaient entre les mains de basques "francophiles". Un procès a lieu à la Convention thermidorienne pour clarifier les responsabilités, mais aucun haut fonctionnaire n'est sérieusement jugé. Les habitants du sud du Labourd commencent à être attaqués par des bandits et des brigands pour qu'ils puissent tirer profit de la situation. La milice du Labourd, l'Armandat, qui avait existé comme un corps distinct et autonome jusqu'à la Révolution de 1789, et dépendait uniquement du Bilçar, assemblée populaire locale, excluant nobles et clercs, ne défendait plus la population basque. L'abolition générale des privilèges des provinces et des communautés, lors de la nuit du 4 août 1789, incluait la suppression explicite de la milice par un décret de l'Assemblée constituante du 4 mars 1791, mais les citoyens sont avides de vengeance et de retour à la normale. Par exemple, un groupe tua M. Mundutegi d'Uztaritz, car il avait protégé le groupe de déportation. Beaucoup de victimes et de dissidents du nouveau régime sont donc contraints de s'exiler.

## Après que les Basques ont perdu leurs fors

### Coercition de l'État-nation français
Bien que la période la plus difficile de la Première République française soit terminée, la répression va laisser des souvenirs néfastes et inoubliables dans l'esprit collectif basque. Ce fut la première tentative d'extermination des Basques dans la nouvelle structure nationale française. L'idée selon laquelle la modernité est liée à l’État-nation français exclue les Basques d'une identité culturelle et politique unique. Au Pays basque, la centralisation est établie à trois niveaux : l'abolition provinciale, l'unité territoriale et l'uniformité linguistique ébranlent totalement les trois aspects les plus singuliers d'une communauté historique : la politique, la géographie et la langue.
Pendant ce temps, Louis XVIII de Bourbon régne avec le titre de roi de Navarre de 1815 à 1824, mais ce n'est que symbolique, car il n'avait aucune réelle signification juridique ou politique : le royaume de Navarre n'existe plus mais les terres d'Amikuze, de Baigorri, d'Oztibarre, de Garazi et de Zuberoa restent ; En 1838, des commissions syndicales furent officiellement acceptées pour gérer ces zones, et l'accord sur les limites de décembre 1856 réglementa le consortium des vallées des Pyrénées depuis Auñamendi jusqu'à la baie de Txingudi.
En Basse-Navarre, à l'exception de la région des Aldudes, le tiers état s'est prononcé en faveur du nouveau système français, estimant qu'il est contraire à la noblesse locale. Les citoyens de Baigorri soutiennent Jean Isidore Harispe, formant une armée de 1 800 Xazurs (ou chasseurs) basques et combattant pour la République française. Cependant, au cours des décennies suivantes, les Basques quittèrent en grand nombre l'armée française, accusés d'exclusion et d'abus.

### La proposition du département basque

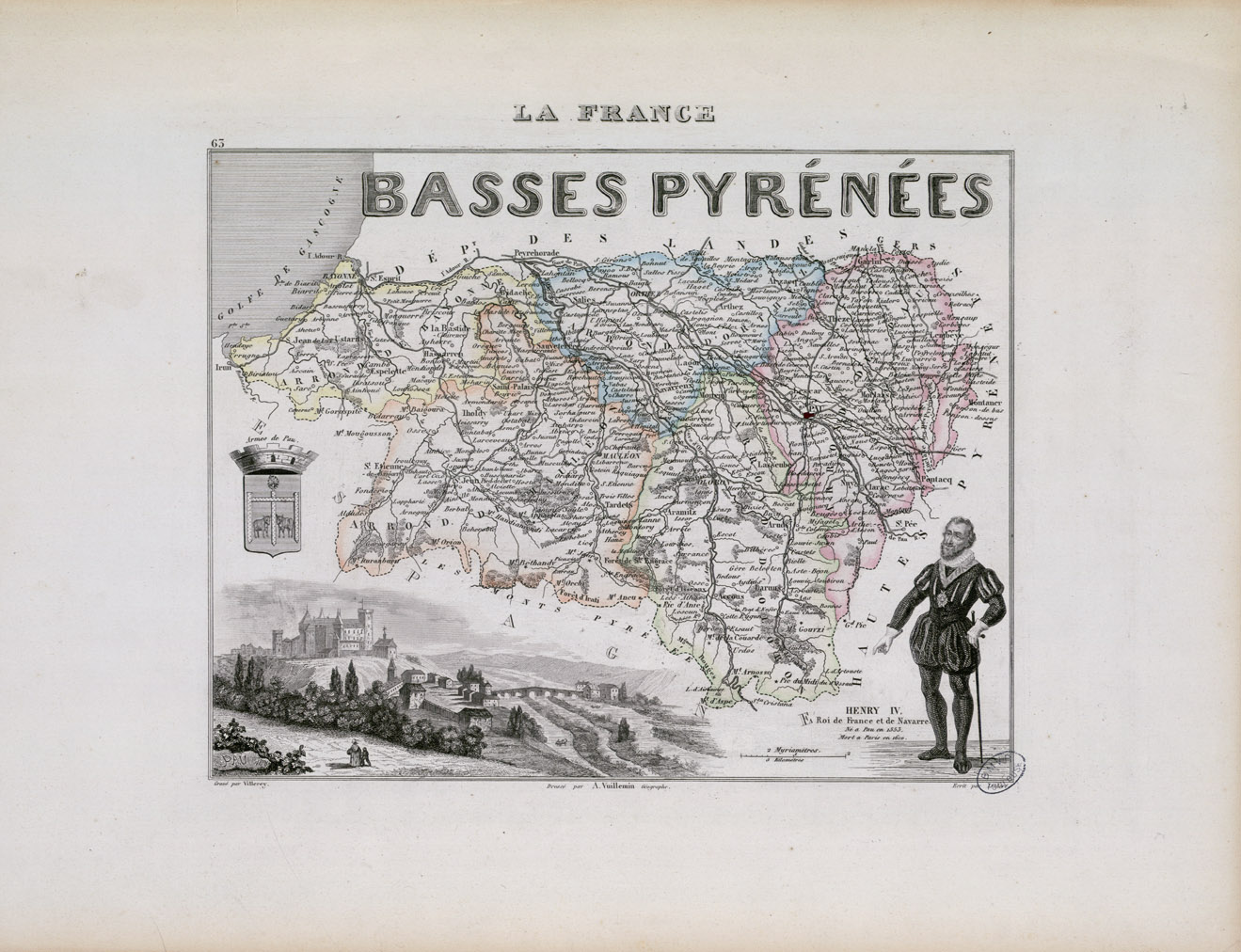
Pays basque nord dans le nouveau département des Basses-Pyrénées : les communes de Bayonne et Mauléon.

Cependant, vers 1800, Dominique Joseph Garat, qui est l'un des fonctionnaires de Bonaparte, propose la possibilité de créer une principauté basque en France. Bien que certaines parties de cette proposition aient commencé à être mises en œuvre au Pays basque espagnol après 1810, la solution de Bonaparte incluait également les territoires d'Aragon et de Catalogne, la zone située au nord de l'Èbre, et Bonaparte n'a pas considéré ce plan pour le Pays Basque Nord.
En 1804, le Code civil de Napoléon est décrété, il rompt avec la conception traditionnelle de l'héritage et de la propriété, conduisant au partage des exploitations familiales et à la réduction de l'utilisation des terres publiques (l'État exige certains impôts), favorisant une nouvelle vague d'émigration. Parallèlement à ces événements juridiques et institutionnels, diverses expéditions militaires imposent des exigences, des recrutements et des obligations aux citoyens, par exemple pendant la guerre de la péninsule ibérique.

### Contre la République française
Un demi-siècle plus tard, le préfet des Basse-Pyrénées déplore 80 000 habitants de moins sur ce territoire, sous sa juridiction, à cause de l'impôt et du service militaire ; Fermin Lasala de Donostia souligne ce commentaire pour défendre la singularité institutionnelle de l'Alava, du Guipuscoa et de la Biscaye, juste avant la suspension des fors de ces territoires (1876). La majorité des Basques de France continuent à s'opposer à l'idée de la République française pendant plus d'un siècle, dans l'espoir de restaurer l'Ancien Régime et ses institutions.

## Remarques
1. ↑  Le tiers état est considérablement limité et, désormais, les décisions importantes restent entre les mains de la noblesse et de l'Église.
2. ↑  Les représentants navarrais refusèrent de participer aux réunions des États. Cependant, à partir du mois d’août, ils ont commencé à participer au Congrès national, en tant qu’« observateurs ».
3. ↑  Bolinaga, p. 61-66. Comparez avec les données de 1866 : à cette époque, 95 % de la population utilise le basque comme langue principale, alors que le nationalisme français n'était pas pleinement entrée en vigueur ; voir Watson, p. 87. À cette époque, Biarritz, Bayonne et Bidache étaient majoritairement de langue gasconne.
4. ↑  Auñamendi Entziklopedia. Lapurdi, Edad Contemporanea
5. ↑  Le nouveau district municipal s'est heurté à l'opinion des citoyens d'Uztaritz et à la langue des deux municipalités. Une première réunion a failli être annulée, car la plupart des représentants de Bayonne ne parlaient pas le basque ; Auñamendi Entziklopedia. Lapurdi, Edad Contemporanea.
6. ↑  Différents décomptes ont été réalisés, de 3 000 à 10 000 personnes.
7. ↑  Les estimations vont de quelques centaines à 1 600.
8. ↑  Selon Watson, la base philosophique de la nouvelle République française était les Lumières et sa vision dichotomique et exclusive de la réalité ; voir Watson, p. 58.
9. ↑  Cette question sera discutée par Dominique Joseph Garat avec Napoléon Bonaparte.

## Les références
1. 1 2 3 4 5 6  Manex Goyhenetche, Histoire générale du Pays basque IV : Révolution de 1789, t. 4, Donostia / Bayonne, Elkarlanean, 2002, 432 p. (ISBN 2913156460 et 9782913156463, OCLC 492295167)
2. 1 2  Lapurdi. Historia - Auñamendi Eusko Entziklopedia, 2019-07-03
3. ↑  Prêtre de Bayonne, représentant de l'Église. Elizagarai, Grand Prêtre, représentant de l'Église. Marquis de Logras, représentante de la Noblesse. Marquis d'Esquilles, représentante de la Noblesse. Polverel, représentant de la Noblesse. Fargues, représentant du Tiers État. Martixe, représentant du Tiers État. Baihaut, représentant du Tiers État. la France.
4. 1 2 3 4  Frantxoa Caset, Domingo Garat pastorala, Oskaxe Zola, 2019, 126-14, La Révolution, les Basques et les frères Garat /Iraultza, Euskaldunak eta Garat anaiak Iraultza, Euskaldunak eta Garat anaiak
5. 1 2 3  Bolinaga, I. 2012, 30-36. or.
6. ↑  Martinez Garate, L.M. 2019, p. 48-67
7. 1 2 3 4 5 6  Martínez de Muniain, Emilio V. 1993, p. 173-188
8. ↑  Tableau de la Constitution du Royaume de Navarre et de ses rapports avec la France de Polverel
9. ↑  Bolinaga, I. 2012, p. 61-66
10. ↑  Bolinaga, I. 2012, p. 62-66
11. ↑  Zavala, A. 1989, p. 85-88
12. ↑  Bolinaga, I. 2012, p. 87
13. ↑  Alexandre de La Cerda, La déportation des Basques sous la Terreur, Pau, Éditions Cairn, 21 mars 2016, 163 p. (ISBN 2350683559 et 9782350683553)
14. ↑  Mayi Castaingts-Beretervide, La Révolution en Pays basque : la Terreur et la déportation des Basques du Labourd, 1793-1794, Sare, Ikuska, Impr. Luz-média (Saint-Jean-de-Luz), coll. « Ikuska oroituz », 1994, 211 p., 24 cm (BNF 35748357, DNB 106076220X)
15. 1 2  Watson, C. 2003, p. 58
16. ↑  Watson, C. 2003, p. 130
17. ↑  Espartza, Jose Mari. 2012, 52. or.
18. ↑  Bolinaga, I. 2012, p. 201-211
19. 1 2  (en) William A. Douglass et Jon Bilbao, Amerikanuak : Basques in the New World, Reno, University of Nevada Press, coll. « Basque classics series », 2005, 519 p. (ISBN 0874176255 et 9780874176254, OCLC 61273940), p. 130-134